# 梶原涼晴
梶原 涼晴（かじわら りょうせい、1973年10月18日 - ）は、日本の俳優、演出家。茨城県出身。

## 来歴
- 特技は、英会話、ステージコンバット、乗馬5級、サッカー、テニス、ヴォーカル。
- 普通自動車運転免許、大型二輪運転免許を有する。
- 1996年から2006年の10年間にわたり広告代理店で営業経験を積んだ後、単身渡米。
- マーロン・ブランド、ロバート・デ・ニーロらを輩出した演技学校の殿堂「ステラアドラースタジオ」にて2年間にわたり演技を学ぶ。
- ニューヨーク滞在中オフブロードウェイでのプロデュース舞台公演等、精力的にアーティストとしての活動を続ける。
- 帰国後は俳優、演出家、プロデューサーとして活動する傍ら、劇団EXILE華組の演技指導責任者、EXPG演技講師等を歴任。
- 塩屋俊アクターズクリニック（現：アクターズクリニック）での演技講師、インプロヴィゼーション(即興劇)を活用した人材教育プログラムのファシリテーターをはじめ、新人俳優の育成活動を行っている。
- 2013年、塩屋俊亡き後の「アクターズクリニック」の新運営母体として「合同会社ドリームシーズ」を設立し、アクターズクリニックの運営を継続させている。

Training
- キネマ工房（1993年 - 1995年）
- アクターズクリニック（2000年 - 2003年）
- Stella Adler Studio of Acting NY（2006年 - 2008年）

## 出演作

### 映画
- Marc Freshman Film 「The Hooligan」Marc Freshman監督／サポート
- FURANA FILM 「TERCER IMPACTO」Marlene Ramirez Cancio 監督／サポート
- SIDO FILM 「TWO SAMURAI」Sidney Abbene 監督／主役
- Christopher Arcella Film 「Giver Taker Heartbreaker」Christopher Arcella 監督／サポート
- HIV啓発ショートフィルム「ナイトクルージング」塩屋俊プロデュース／メイン

### TV
- FNNスーパーニュースショートフィルム「テノヒラノナカ」小林恵美監督／サポート
- 読売テレビ 「苺リリック」 シリーズ　谷内田彰久監督／準主役
- WOWOW「死刑基準」水谷俊之監督／記者役、他

### 舞台
- 「HOME」（作・演出／The Independent Theater NY）
- 「Girls be ambitious!」（演出／渋谷TAKE OFF 7）
- 楽劇「彩虹橋」（作・演出／上海万博・神戸朝日ホール）
- 「HIKOBAE」（作・演出／Alvin Ailey Theater NY・国連オーディトリアム・天王洲銀河劇場、他）
- Sukibasome 「Take the Money and Run」（花沢理沙 演出／時夫 役）
- REACH SIDE-B 「a Man or a Woman」（大杉良 演出／主夫 役）
- Premier Million Carats 「Mezontore203」（静馬弘毅 演出／大畑 役）
- Stella Adler Studio 「The Big Funk」（Mike Grenham 演出／Gregory 役）
- Stella Adler Studio 「Glengarry GlenRoss」（Wes Grantom 演出／James Lingk 役）
- Kamakaji Lab 「HOME」（梶原涼晴 演出／ノブ 役）
- Stella Adler Studio 「Light up the Sky」（Giovanna Sardelli 演出／Tyler 役）
- Kamakaji Lab 「KRAPP/GODOT」（Sam Schacht 演出／クラップ 役・ポッゾ 役）
- ai-lai「Dead equity swap」（大橋慶三 演出／山木 役）
- 「Celebration」（高瀬一樹 演出／リチャード 役）
- Poo-Poo-Juice 「奇跡の男」（山本浩貴 演出／藤田 役）
- 「庭園のすべて」（高瀬一樹 演出／リチャード 役）
- Kamakaji Lab 「KRAPP2024」（梶原涼晴 演出／クラップ 役）
- REACH 「Nights」（中谷美玲 演出／カジ 役）、他

### CM
- 総理府、ダンキンドーナツ、サンクス、ロッテ、イオン、ヤマハ(VP)、他